# تپه سرقلعه
تپه سرقلعه مربوط به دوران‌های تاریخی پس از اسلام است و در شهرستان شمیرانات، بخش لواسانات، روستای لواسان بزرگ واقع شده و این اثر در تاریخ ۱ مهر ۱۳۸۲ با شمارهٔ ثبت ۱۰۳۶۴ به‌عنوان یکی از آثار ملی ایران به ثبت رسیده‌است.